# Manassa
Manassa és una població dels Estats Units a l'estat de Colorado. Segons el cens del 2000 tenia 1.042 habitants.

## Demografia
Segons el cens del 2000, Manassa tenia 1.042 habitants, 362 habitatges, i 280 famílies. La densitat de població era de 428 habitants per km².
Dels 362 habitatges en un 41,2% hi vivien nens de menys de 18 anys, en un 59,1% hi vivien parelles casades, en un 13,5% dones solteres, i en un 22,4% no eren unitats familiars. En el 20,7% dels habitatges hi vivien persones soles el 9,1% de les quals corresponia a persones de 65 anys o més que vivien soles. El nombre mitjà de persones vivint en cada habitatge era de 2,88 i el nombre mitjà de persones que vivien en cada família era de 3,33.
Per edats la població es repartia de la següent manera: un 33,7% tenia menys de 18 anys, un 9,4% entre 18 i 24, un 22,9% entre 25 i 44, un 20,3% de 45 a 60 i un 13,6% 65 anys o més.
L'edat mediana era de 31 anys. Per cada 100 dones de 18 o més anys hi havia 97,4 homes.
La renda mediana per habitatge era de 23.092 $ i la renda mediana per família de 26.827 $. Els homes tenien una renda mediana de 23.295 $ mentre que les dones 16.029 $. La renda per capita de la població era de 12.576 $. Entorn del 23,2% de les famílies i el 28,6% de la població estaven per davall del llindar de pobresa.

## Poblacions més properes
El següent diagrama mostra les poblacions més properes.